# Saro Cloud
Saro Cloud — британський гідролітак-летючий човен. Розроблений компанією Saunders-Roe. Спочатку випускався як пасажирський літак A.19, потім як літак навчання пілотів та штурманів Королівських ВПС A.29.

## Історія
Після успіху літака A.17 Cutty Sark, компанія розробила його збільшену версію, що отримала назву A.19 Cloud, яка могла перевозити до 8 пасажирів (і двох пілотів). Як і попередня модель, Cloud також був монопланом з двома двигунами, встановленими над крилом. Така конструкція дозволяла встановлювати різні типи двигунів, відповідно до переваг потенційних покупців, яким було поставлено 4 літаки з числа випущених.
Перший політ Saro Cloud відбувся 15 липня 1930 року. На прототипі були встановлені 2 2 зіркоподібні мотори Wright J-6 (300 к.с. / 224 кВт).
Британське Міністерство авіації замовило один літак для випробувань і як навчально-тренувальний, свій перший політ він здійснив у червні 1930 року. За результатами випробувань Міністерство замовило (відповідно до «специфікації 15/32») 16 літаків для підготовки пілотів та штурманів, що були поставлени трьома партіями. Модель з двигуном Serval, яка отримала позначення A.29, містила 6 курсантів, мала пристосування для встановлення озброєння в носовому та кормовому відсіках, а також могла нести чотири 50-фунтові учбові бомби.

## Застосування

### У Королівських ВПС
Перший серійний A.29 Cloud був доставлений до Експериментального заводу морської авіації на острові Грейн для випробувань та оцінки. Після доробок корпусу та підніжок, у серпні 1933 року він був переданий до "Навчальної ескадрильї гідролітаків" (база Калшот). Він використовувався для навчання як пілотів, що готувалися пересісти на великі човни передових частин Королівських ВПС, так і штурманів, оскільки кабіна була досить великою, щоб вмістити кілька столів із картами. Останній Cloud був переданий ВПС Великобританії в 1935 році, і після декількох років служби як навчальних машин, остання з них була виведена з експлуатації в липні 1939 року.

### У Чехословаччині
5-й серийный самолёт G-ACGO с двигателями Armstrong Siddeley Serval III после рекламного тура по Европе был продан чехословацкой государственной авиакомпании ČSA (OK-BAK) и переоснащён моторами Walter Pollux. Летал на "отпускной" линии компании Прага-Загреб (Сушак, в годы германской оккупации простоял на складе. В 1950-х годах переделан в моторную лодку Delfin, использовавшуюся на Влтаве и водохранилище Орлик, одним из приблизительно четырёх её владельцев был знаменитый мотогонщик Франтишек Штястный. Затем лодку купил Военно-исторический институт и поместил на открытой выставочной площадке в Кбелах. В 1977 году её передали в Тренчинский авиаремонтный завод и к 1995 году частично реконструирован обратно в летающую лодку, восстановлены хвостовое оперение и верхняя часть фюзеляжа, но крылья пока отсутствуют. Находится в пражском Авиамузее Кбелы
У Чехословаччині
5-й серійний літак G-ACGO з двигунами Armstrong Siddeley Serval III після рекламного туру Європою був проданий чехословацькій державній авіакомпанії ČSA (OK-BAK) і переоснащений моторами Walter Pollux. Літав на "відпускній" лінії компанії Прага-Загреб (Сушак), у роки німецької окупації простояв на складі. У 1950-х роках перероблений в моторний човен Delfin, який використовувався на Влтаві і водосховищі Орлик, одним із приблизно чотирьох її власників був знаменитий мотогонщик Франтішек Штястни. Потім човен купив Військово-історичний інститут і помістив на відкритій виставковій площадці в Кбелах. Знаходиться в празькому Авіамузеї Кбели.

## Модификації

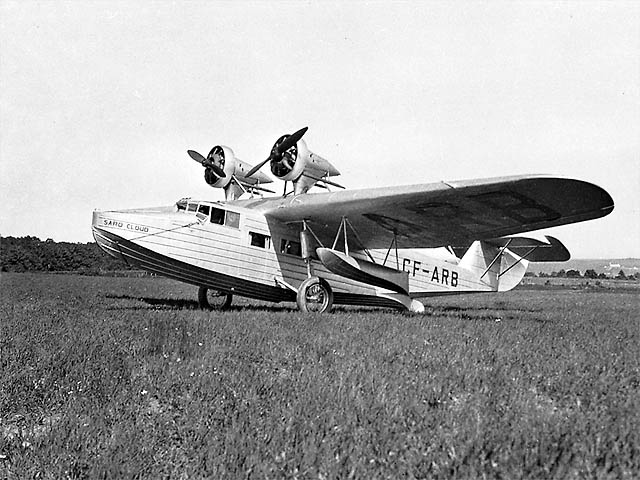
Канадський Cloud CF-ARB

A.19/1
(G-ABCJ) Прототип із зіркоподібним двигуном Wright J-6 (300 к.с. / 224 кВт); був проданий у Канаду (CF-ARB), але в 1934 повернутий компанії Saro і використовувався як стенд для випробувань двигунів. На ньому встановлювалися 340-сильні мотори Napier Rapier IV і додаткові площини, позаду і під мотогондолами. В 1935 передано в оренду компанії Jersey Airways і вже в 1936 році списаний.
A.19/2
(G-ABHG, "Flying Amo") Модифікація з трьома 215-сильними Armstrong Siddeley Lynx IVC. Через проблеми з двигунами, на нього до поставки замовнику були встановлені два зіркоподібні Pratt & Whitney Wasp C (425 к.с. /  317 кВт). Також був оснащений допоміжними несучими площинами над двигунами, а також двома кілями і рулями напрямку для поліпшення керованості. У 1940 році проданий компанії Imperial Airways як навчальний для підготовки екіпажів, але в 1941 році був сильно пошкоджений і списаний.
A.19/3
K2681, прототип для Міністерства авіації з двигунами Armstrong Siddeley Serval III (340 к.с. / 254 кВт). За результатами випробувань були замовлені 16 серійних літаків, що отримали позначення А.29.
A.19/4
(G-ABXW 'Cloud of Iona'), двигуни Wright J-6 (300 к.с. / 224 кВт). Використовувався компанією British Flying Boats Ltd для прогулянкових та чартерних рейсів, а також деякий час випробовувався на лінії Глазго — Белфаст. Станом на 1935 рік, експлуатувався компанією Spartan Air Lines, а потім Guernsey Airways, поки 31 липня 1936 року не розбився поблизу острова Джерсі.

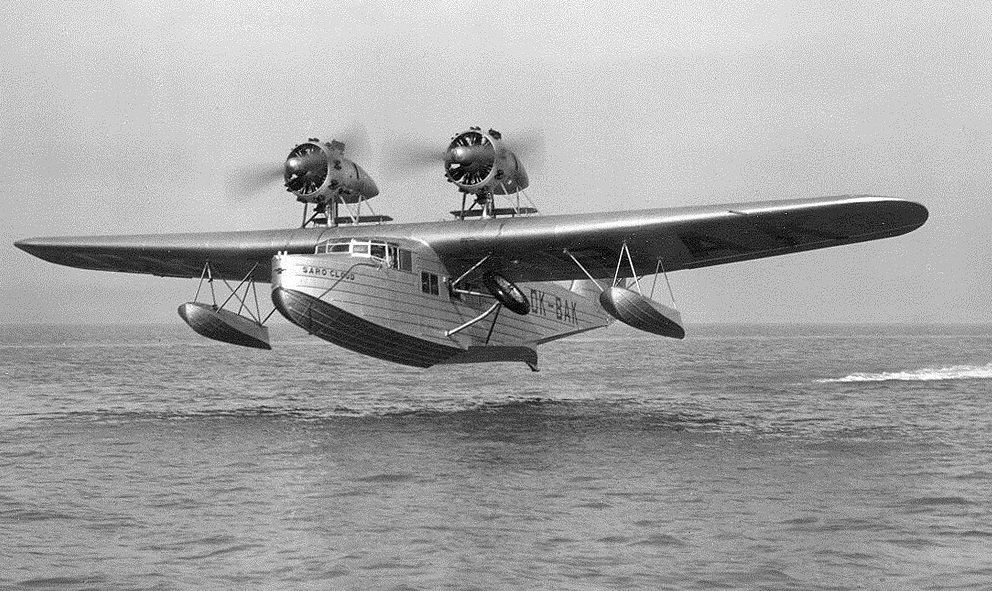
Літак ČSA OK-BAK з двигунами Walter Pollux, 1936 г.

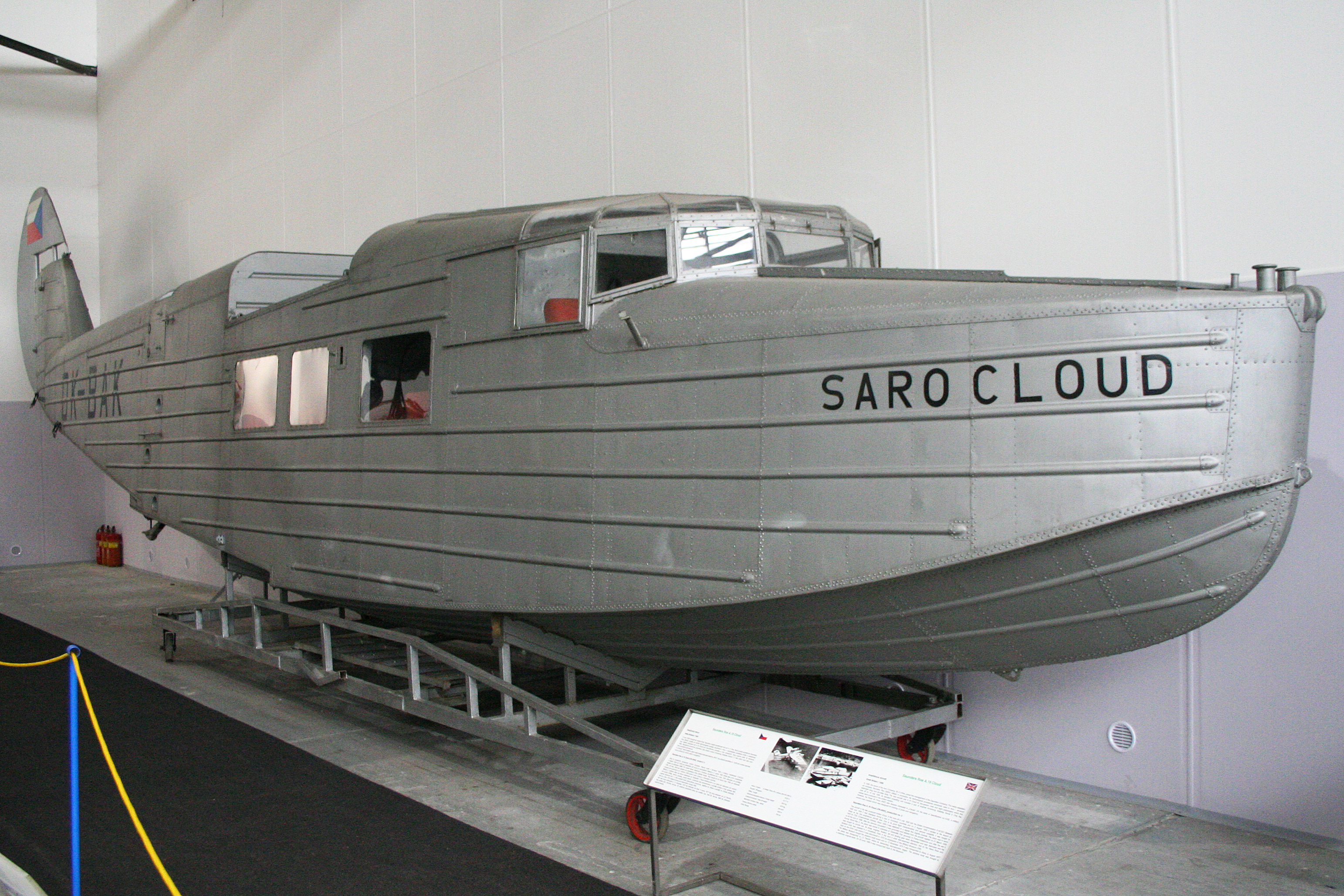
Saro A.19 Cloud OK-BAK в Авіамузеї Кбели

A.19/5
(G-ACGO), спочатку були встановлені двигуни Armstrong Siddeley Serval III (1933). Під час експлуатації в компанії ČSA (OK-BAK), був переоснащений моторами Walter Pollux.
Monospar ST-8
Дослідний A.19 K2681, що випробовувався на замовлення Міністерства авіації з крилами від GA Monospar (специфікація 18/32); перший політ модифікованого літака відбувся в 1934 році. Результати випробувань використовувалися під час розробки Saro A.33.
A.29
Навчальний літак для підготовки штурманів Королівських ВПС з двигуном Armstrong Siddeley Serval III, побудовано 16 штук.

## Експлуатанти
Велика Британія
- British Flying Boats
- Guernsey Airways
- Imperial Airways
- Jersey Airways
- Spartan Air Lines
- Королівські ПС Великої Британії: 16 літаків у різних авіашколах — 48-а ескадрилья (частина школи штурманів, база Менстон), 9-а школа початкового навчання (база Енсті), школа пілотів-спостерігачів, школа пілотажу (Ендовер), школа взаємодії з флотом та навчальна ескадрилья гідролітаків (обидві — база Калшот).

 Чехословаччина
- ČSA: 1 самолёт, OK-BAK (G-ACGO).

## Тактико-технічні характеристики (A.29 Cloud)
Дані з The Illustrated Encyclopedia of Aircraft (Part Work 1982–1985). Orbis Publishing. с. 2879.

### Технічні характеристики
- Екіпаж: 2 особи (та 4-8 пасажирів, [8]
- Довжина: 15,53 м
- Висота: 5 м
- Розмах крила: 20 м
- Площа крила: 60 м²
- Маса порожнього: 3084 кг
- Максимальна злітна маса: 4309 кг
- Двигуни: 2 × Armstrong Siddeley Serval III або IV
- Потужність: 2 × 340 к. с. (250 кВт.)

### Льотні характеристики
- Максимальна швидкість: 190 км/год
- Крейсерська швидкість:
- Практична стеля: 4300 м.
- Дальність польоту: 610 км (4 години)

### Озброєння
- Захисне:
  - місця для встановлення 3 × 7,7-мм авіаційні кулемети Льюїса
- Бомбове:
  - 4 x 50-фунтові (22,7 кг) учбові бомби

## Аварії та катастрофи
- 31 липня 1936 року літак G-ABXW компанії Guernsey Airways розбився поблизу Джерсі, загинули всі 10 людей, які перебували на борту.